# Boswachterij Ruinen

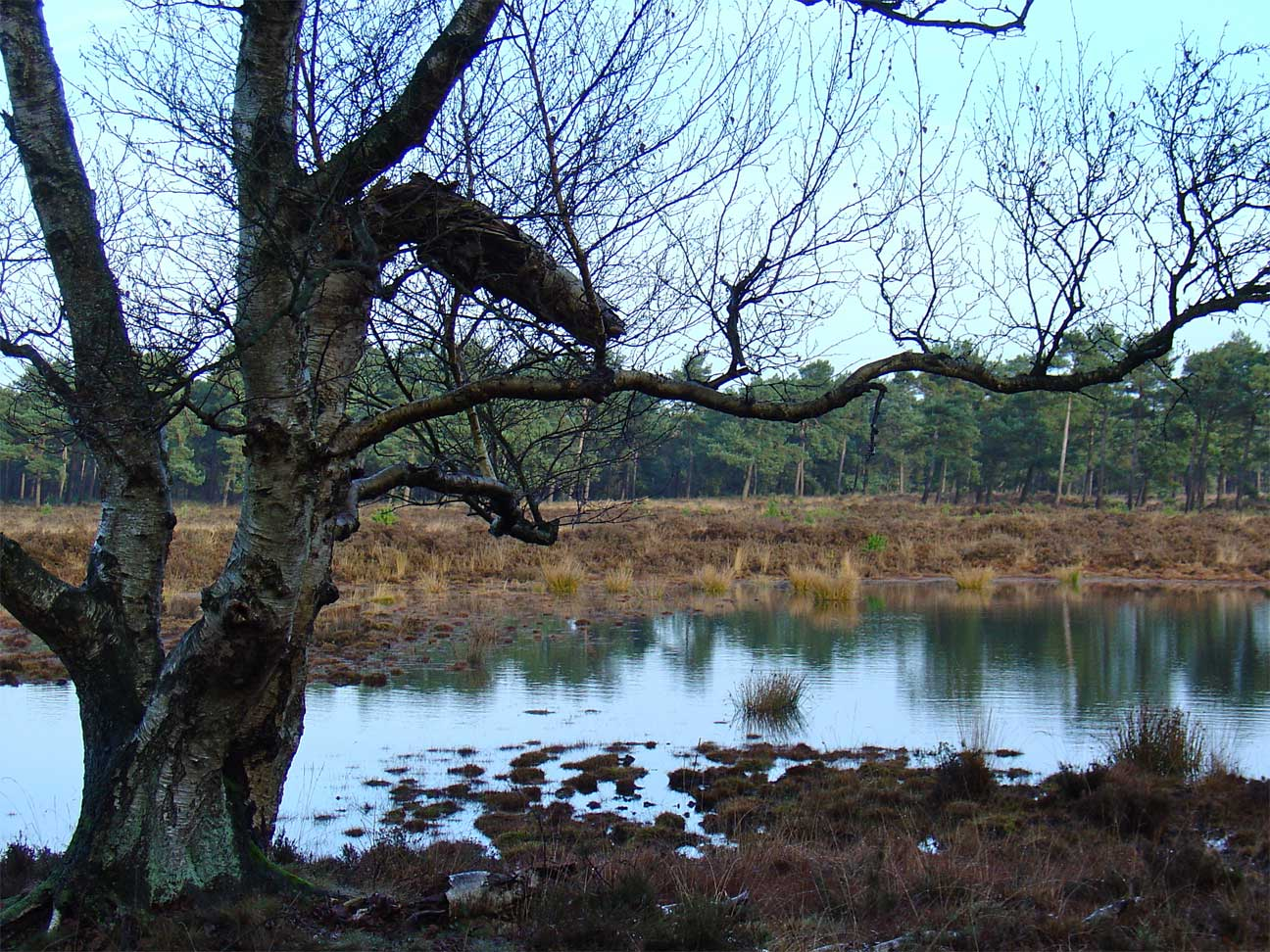
Vennetje in de boswachterij Ruinen

De Boswachterij Ruinen is een boswachterij van Staatsbosbeheer in de Nederlandse gemeente De Wolden in de provincie Drenthe.
De boswachterij Ruinen is ongeveer 1.200 ha groot en is rond 1940 aangelegd als productiebos ten behoeve van hout voor onder meer de Limburgse mijnbouw. De boswachterij bestaat uit twee delen: het Oldenhaverveld en het Echtenerveld. In het gebied liggen meerdere vennen, waarvan de Gijsselterkoelen de grootste zijn.
De boswachterij kent een gevarieerde natuur van bos, heide, vennen en zandverstuivingen. In het gebied zijn adders en levendbarende hagedissen te vinden.
In het bos, dicht bij de Ruinerweg, ligt Luchtwachttoren 7X3.